# Суарес, Мариано
Мариано Суарес Вейнтимилья (исп. Mariano Suárez Veintimilla; 4 июня 1897, Отавало — 23 октября 1980, Кито) — эквадорский юрист, журналист, консервативный политик, общественный и государственный деятель, вице-президент Эквадора (11 января 1947-23 августа 1947), Президент Эквадора (3 сентября 1947-16 сентября 1947).

## Биография
Обучался в семинарии Сан-Диего и Национальном колледже Теодоро Гомеса де ла Торре в г. Ибарра. Позже, изучал международное право и общественные науки в Центральном университете Эквадора. Получил учёные степени.
Был одним из основателей еженедельных консервативных газет Estrella Polar и El Clarín.
С 1931 по 1935 год — член Национального конгресса провинции Имбабура. Был мэром г. Ибарра. Один из лидеров консерваторов страны.
В мае 1944 году был одним из организаторов переворота, руководил захватом Дворца правительства. В том же году — член Временного правительства Эквадора. В 1945 году стал генеральным секретарём Консервативной партии Эвадора.
Вице-президент палаты депутатов, министр сельского хозяйства Эквадора, министр финансов, депутат Учредительного собрания 1946 года.
Вице-президент Эквадора в 1947 году. Президент Эквадора (с 3 сентября 1947 по 16 сентября 1947).
С августа 1956 до августа 1960 года — генеральный прокурор страны. В 1966—1968 годах — вице-президент Высшего избирательного суда Эквадора. В 1971—1972 годах — президент Высшего избирательного суда Эквадора.

## Награды
- Кавалер Большого Креста Ордена Святого Сильвестра
- Кавалер Большого креста ордена Изабеллы Католички
- Кавалер ордена Почётного легиона
- Кавалер Национального ордена Заслуг